# ナバル・グループ
ナバル・グループ（フランス語: Naval Group）は、フランスの海軍艦艇を建造する造船企業である。

## 歴史
第二次世界大戦後、フランス政府は軍用艦船の設計・建造を造船局（Direction des constructions navales、DCN）で行い、後に装備総代表部（Délégation générale pour l'armement、DGA）に編入した。
1990年代、DCN内部で管理に関して汚職があり、改善が求められた。
1997年、フランス政府は海軍艦船の建造と調達を一新する事を決断した。設計と調達を建造から分離し、DCNは産業部門を保持した。
2000年、DCNはDGA傘下から国防省の直轄になった。2001年、政府はDCNを普通の会社に転換する計画を発表した。
2002年、DCNとタレス・グループは、DCNの兵器システムとタレスの造船事業を持ち寄って合弁企業を設立した。
2007年、3月29日、DCNとタレスはフランス政府の承認を得て合併した。DCNはタレスのフランスの事業を買い取りArmarisとMOPA2の単独株主になった、タレスはDCNの株を25%保有し、75%はフランス政府が保有する。
2007年、4月4日新たに合併してDCNSになった事を発表した。
2016年、オーストラリアでの潜水艦12隻の受注において、日本、ドイツに競り勝ち約4兆4000億円の契約を結んだ。2021年9月、オーストラリア政府は、契約を破棄し、米国と英国の支援を受けてオーストラリア国内で原子力潜水艦を製造し配備する方針に変更した。

## 建造艦艇
通常動力型潜水艦
- スコルペヌ型潜水艦
- アゴスタ級潜水艦

原子力潜水艦
- ル・トリオンファン級原子力潜水艦
- ル・ルドゥタブル級原子力潜水艦
- リュビ級原子力潜水艦
- シュフラン級原子力潜水艦

コルベット
- ゴーウィンド型コルベット

フリゲート
- ラファイエット級フリゲート
- 康定級フリゲート
- フォーミダブル級フリゲート

駆逐艦
- フォルバン級駆逐艦
- アキテーヌ級駆逐艦
- アミラル・ロナルク級駆逐艦

強襲揚陸艦
- ミストラル級強襲揚陸艦

原子力空母
- シャルル・ド・ゴール